# Nikolauskapelle
La Nikolauskapelle o Valkhofkapelle (in italiano Cappella di San Nicola) si trova a Nimega, nel Paesi Bassi.
Si tratta di una delle due cappelle originali del castello di Nijmegen, il Valkhof. È uno degli edifici più antichi dei Paesi Bassi e la parte più antica ancora esistente del Palatinato di Nijmegen.
La struttura è composta da una base a 16 ali sormontata una torretta ottagonale: l'edificio ricorda la Cappella Palatina di Aquisgrana.